# Hockey Roller Club Monza 2020-2021
Questa voce raccoglie le informazioni riguardanti l'Hockey Roller Club Monza nelle competizioni ufficiali della stagione 2020-2021.

## Maglie e sponsor
Lo sponsor ufficiale per la stagione 2020-2021 è TeamServiceCar.
| 1ª divisa | 2ª divisa |

## Organigramma societario
- Presidente: Andrea Brambilla
- Vicepresidente: Franco Girardelli
- Direttore sportivo: Franco Girardelli
- Responsabile comunicazione: Paolo Virdi

## Organico

### Giocatori
| N° | Naz.              | Ruolo | Sportivo                  |  |  |  |
| -- | ----------------- | ----- | ------------------------- |  |  |  |
| 1  | Italia (bandiera) | P     | Stefano Zampoli           |  |  |  |
| 2  | Italia (bandiera) | E     | Matteo Zucchetti          |  |  |  |
| 3  | Italia (bandiera) | E     | Pietro Lazzarotto         |  |  |  |
| 4  | Italia (bandiera) | E     | Davide Nadini             |  |  |  |
| 5  | Italia (bandiera) | E     | Marco Ardit               |  |  |  |
| 6  | Italia (bandiera) | E     | Andrea Borgo              |  |  |  |
| 7  | Italia (bandiera) | E     | Matteo Galimberti         |  |  |  |
| 8  | Italia (bandiera) | E     | Edoardo Lanaro            |  |  |  |
| 8  | Italia (bandiera) | E     | Mirko Tognacca            |  |  |  |
| 10 | Italia (bandiera) | P     | Michelangelo Brusamarello |  |  |  |

### Staff tecnico
- Allenatore:  Tommaso Colamaria
- Meccanico:  Antonio Piazza